# プトレマイオスの王名表
プトレマイオスの王名表（Canon of KingsまたはPtolemy's Canon）は、古代の天文学者が日食等の天文現象の年代を記録する際に参照した年代順の王の一覧である。クラウディオス・プトレマイオスがこれを保存していたため、この名前で呼ばれる。古代の年代記を知るための最も重要な基礎資料の1つとなっている。
この王名表は、バビロニアの文献に基づく。そのため、このリストでは紀元前747年からバビロニアがペルシアに征服される紀元前539年までバビロニア王、紀元前538年から紀元前332年までペルシア王を記載している。その後、この王名表はアレクサンドリアのギリシア人天文学者に引き継がれ、紀元前331年から紀元前305年までマケドニア王国の王、紀元前304年から紀元前30年までプトレマイオス朝の王、そしてローマ帝国、また皇帝はいなかったが東ローマ帝国に引き継がれた。このリストは、コンスタンチノープルが陥落する1453年まで引き継がれたとも言われている。
この王名表は、365日のエジプト暦での年ごとの標記となっている。これは2つの結果をもたらす。1つ目は、王位がいつ始まって終わったかがエジプト暦の年でしかわからず、これはユリウス暦から4年で1日ずれてくる。2つ目は、簡略化されすぎるため、1年未満の在位期間の王は掲載されず、年の途中に王が交代した場合でも各年には1人の王の名前しか記載されない。そのような場合は通常、その年に亡くなった王の名前が記載されるが、その限りではない。バビロニアの時代には、王が記載されない期間が2つある。1つ目は、編纂者がその正当性を認めなかった2人の王位詐称者が在位していた期間、2つ目は、バビロンがアッシリア王のセンナケリブに略奪されてからエサルハドンが復古するまでの間である。
一般には歴史家からは正確なものとみなされており、紀元前747年以降の年代記の通説となっている。しかし完全なものではなく、記された王名や統治期間は、硬貨や石碑、他の年代記等により独立に検証されている。

## バビロニア王（紀元前747年-紀元前539年）
- ナボナッサル（紀元前747年-紀元前734年）
- ナブー・ナディン・ゼリ（紀元前733年-紀元前732年）
- ナブー・ムキン・ゼリ及びティグラト・ピレセル3世（紀元前731年-紀元前727年）
- シャルマネセル5世（紀元前726年-紀元前722年）
- マルドゥク・アプラ・イディナ2世（紀元前721年-紀元前710年）
- サルゴン2世（紀元前709年-紀元前705年）
- 不在（紀元前704年-紀元前703年）
- ベル・イブニ（紀元前702年-紀元前700年）
- アッシュール・ナディン・シュミ（紀元前699年-紀元前694年）
- ネルガル・ウシェズィプ（紀元前693年）
- ムシェズィプ・マルドゥク（紀元前692年-紀元前689年）
- 不在（紀元前688年-紀元前681年）
- エサルハドン（紀元前680年-紀元前668年）
- シャマシュ・シュム・ウキン（紀元前667年-紀元前648年）
- カンダラヌ（紀元前647年-紀元前626年）
- ナボポラッサル（紀元前625年-紀元前605年）
- ネブカドネザル2世（紀元前604年-紀元前562年）
- アメル・マルドゥク（紀元前561年-紀元前560年）
- ネルガル・シャレゼル（紀元前559年-紀元前556年）
- ナボニドゥス（紀元前555年-紀元前539年）

## ペルシア王（紀元前538年-紀元前332年）
- キュロス2世（紀元前538年-紀元前530年）
- カンビュセス2世（紀元前529年-紀元前522年）
- ダレイオス1世（紀元前521年-紀元前486年）
- クセルクセス1世（紀元前485年-紀元前465年）
- アルタクセルクセス1世（紀元前464年-紀元前424年）
- ダレイオス2世（紀元前423年-紀元前405年）
- アルタクセルクセス2世（紀元前404年-紀元前359年）
- アルタクセルクセス3世（紀元前358年-紀元前338年）
- アルセス（紀元前337年-紀元前336年）
- ダレイオス3世（紀元前335年-紀元前332年）

## マケドニア王（紀元前331年-紀元前305年）
- アレクサンドロス3世（紀元前331年-紀元前324年）
- ピリッポス3世（紀元前323年-紀元前317年）
- アレクサンドロス4世（紀元前316年-紀元前305年）

## プトレマイオス朝（紀元前304年-紀元前30年）
- プトレマイオス1世（紀元前304年-紀元前285年）
- プトレマイオス2世（紀元前284年-紀元前247年）
- プトレマイオス3世（紀元前246年-紀元前222年）
- プトレマイオス4世（紀元前221年-紀元前205年）
- プトレマイオス5世（紀元前204年-紀元前181年）
- プトレマイオス6世（紀元前180年-紀元前146年）
- プトレマイオス8世（紀元前145年-紀元前117年）
- プトレマイオス9世（紀元前116年-紀元前81年）
- プトレマイオス12世（紀元前80年-紀元前52年）
- クレオパトラ7世（紀元前51年-紀元前30年）

## ローマ皇帝（紀元前29年-160年）
- アウグストゥス（紀元前29年-14年）
- ティベリウス（15年-36年）
- カリグラ（37年-40年）
- クラウディウス（41年-54年）
- ネロ（55年-68年）
- ウェスパシアヌス（69年-78年）
- ティトゥス（79年-81年）
- ドミティアヌス（82年-96年）
- ネルウァ（97年）
- トラヤヌス（98年-116年）
- ハドリアヌス（117年-137年）
- アントニヌス・ピウス（138年-160年）